# Ostermann (Adelsgeschlecht)

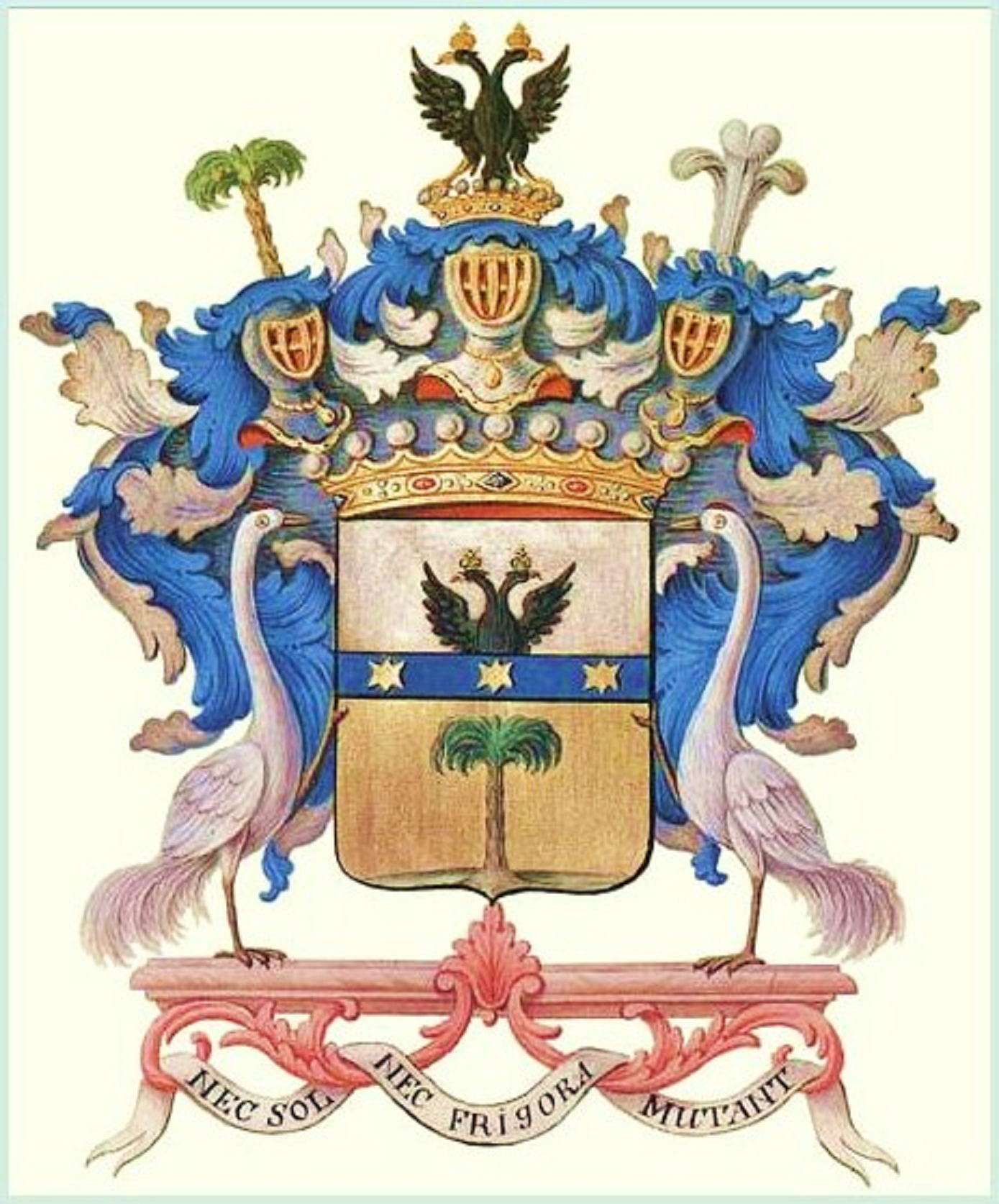
Wappen der Grafen Ostermann im russischen Grafendiplom (1730)

Ostermann (auch Osterman, russisch: Остерман) ist der Name eines erloschenen westfälisch-stämmigen russischen Grafengeschlechts.

## Geschichte
Das Geschlecht stammt ursprünglich aus Bochum in der Grafschaft Mark. Stammvater des Geschlechts ist der lutherische Pfarrer Johann Conrad Ostermann aus Bochum. Dieser hatte zwei Söhne: Johann Christoph Dietrich Ostermann und Heinrich Johann Friedrich Ostermann (1687–1747).
Der ältere Sohn, Johann Christoph Dietrich Ostermann, ging früh nach Russland und wurde dort Lehrer der Töchter des Zaren Iwan V., später Kanzleirat und mecklenburgischer Gesandter am russischen Hof. Er lebte in St. Petersburg, bis er 1742 nach Deutschland zurückkehrte und dort bald darauf verstarb.
Sein jüngerer Bruder Heinrich Johann Friedrich Ostermann studierte zunächst in Jena und flüchtete nach einen Duell, in dem er betrunken einen Adeligen tötete, nach Amsterdam. Dort bat er Cornelius Cruys (1657–1727), den russischen Vizeadmiral, um eine Beschäftigung. Ostermann wurde 1704 Pilot, später Sekretär von Cruys. Dieser nahm ihn mit nach St. Petersburg und empfahl ihn dort Peter dem Großen, der in als Sekretär anstellte. In der Folge zeigte Ostermann viel diplomatisches Geschick und erwarb das Vertrauen von Kaiser Peter. Für seine Dienste erhielt er am 30. August/10. September 1721 den Russischen Baronstand verliehen. Zu diesem Zeitpunkt war er bereits Geheimer Rat. Durch seine Ehe mit Marfa Streeschnew wurde er Verwandter der ersten Familien des Russischen Reichs. Auch unter Kaiserin Katharina I. arbeitete er weiter erfolgreich als Diplomat. 1725 wurde er Reichsvizekanzler und Wirklicher Geheimer Rat, erhielt den St. Andreas-Orden und wurde 1726 Mitglied des geheimen hohen Conseils. Auch für Kaiser Peter II. und Kaiserin Anna I. war er tätig. Von Letzterer wurde er 1730 in den Senat gezogen und leitete daraufhin die Reichsgeschäfte. Als Belohnung wurde Ostermann am 28. April/9. Mai 1730 in den erblichen Grafenstand erhoben. Zusätzlich erhielt er als Geschenk ein Gut in Livland im Wert von 100.000 Rubel. In Livland war Ostermann seit 1723 indignirt und wurde in die Adelsmatrikel von 1742 unter Klasse IV Nr. 98 und die Matrikel von 1745/7 unter Nr. 121 verzeichnet. In die Estländische Adelsmatrikel war er bereits 1732 unter der Nr. 110 Klasse III eingetragen worden. Da er gegen die später erfolgte Inthronisierung Kaiserin Elisabeths war, fiel er nach deren Thronbesteigung 1741 in Ungnade, wurde verhaftet, zum Tode verurteilt und nach Begnadigung nach Sibirien verbannt. Seine Söhne und die Tochter Anna ließ Ostermann zurück, seine Frau folgte ihm nach Sibirien. Sie kehrte nach seinem Tod 1747 zurück nach Moskau.
Anna Ostermann (1724–1769) heiratete den russischen General en chef, Graf Matwei Andrejewitsch Tolstoi (1701–1763). Deren Enkel, den nachmaligen russischen General der Infanterie Alexander Iwanowitsch Ostermann-Tolstoi (1770–1857), setzte Annas Bruder Iwan Andrejewitsch Ostermann (1725–1811) zu seinem Erben ein. Und so führte sein Großneffe Alexander Iwanowitsch, der von Annas und Iwans Bruder Fjodor Andrejewitsch Ostermann (1723–1804) ebenfalls zum Erben berufen wurde, ab 1796 den Familiennamen Ostermann-Tolstoi. Jener hinterließ zwar keine eigenen Nachkommen, war aber mit einer Fürstin Golizyna verheiratet. Deren nächste Verwandte wurden Erben, und so führt ein in Paris ansässiger Zweig des Hauses Galitzin seit 1863 den Beinamen Ostermann.

## Persönlichkeiten
- Heinrich Johann Friedrich Ostermann (1687–1747), russischer Diplomat und Staatsmann deutscher Herkunft
- Fjodor Andrejewitsch Ostermann (1723–1804), russischer Generalleutnant und Wirklicher Geheimer Rat sowie Zivilgouverneur des Gouvernements Moskau
- Iwan Andrejewitsch Ostermann (1725–1811), russischer Reichs(vize)kanzler (1775–1797) und Kabinettsminister, Senator (1781), Hauptdirigent des Kollegiums der Auswärtigen Angelegenheiten (1783–1797), Wirklicher Geheimer Rat
- Alexander Iwanowitsch Ostermann-Tolstoi (1770/2–1857), Offizier der russischen Armee in der Zeit der Napoleonischen Kriege

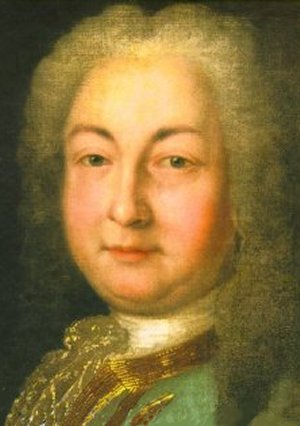
Heinrich Johann Friedrich Ostermann (1687–1747)
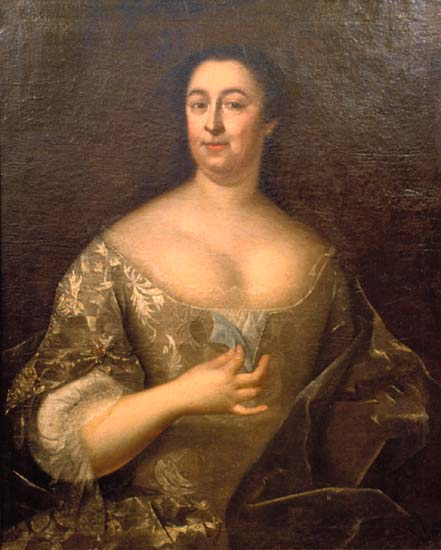
Marfa Ostermann, geb. Streshneva, Ehefrau von Heinrich Johann Friedrich Ostermann
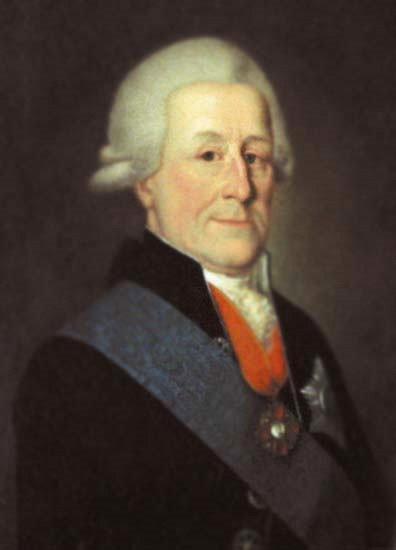
Fjodor Andrejewitsch Ostermann (1723–1804)
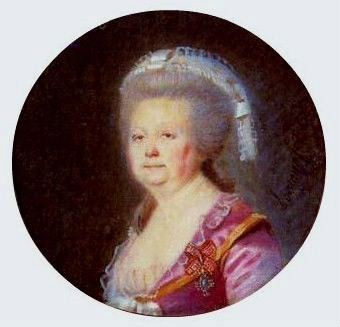
Anna Wassiljewna Ostermann, geb. Tolstaja (1732–1809), Ehefrau von Fjodor Andrejewitsch Ostermann
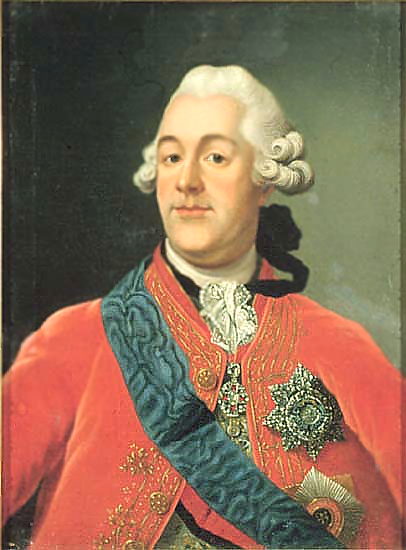
Iwan Andrejewitsch Ostermann (1725–1811)
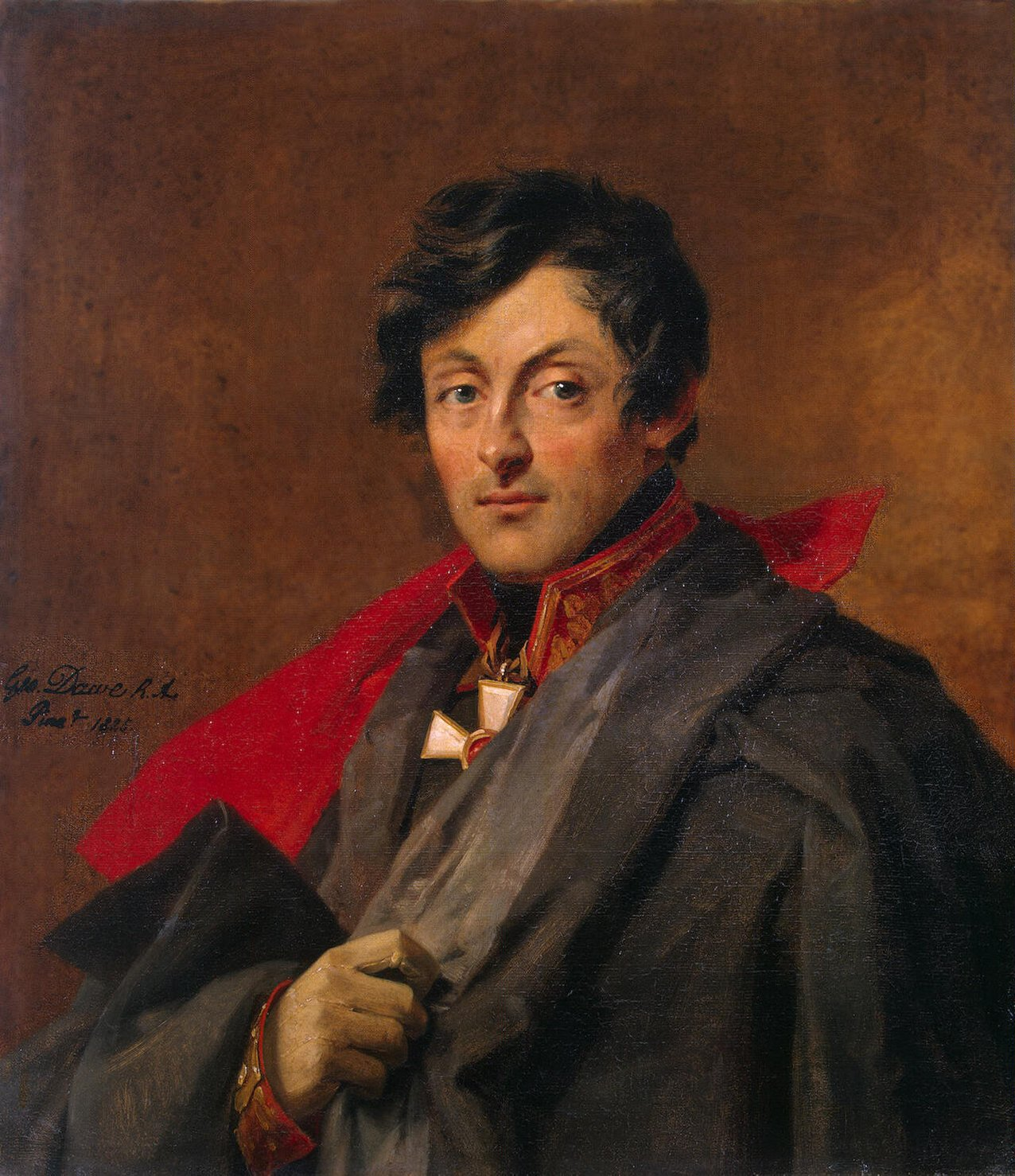
Alexander Iwanowitsch Ostermann-Tolstoi (1770/2–1857)
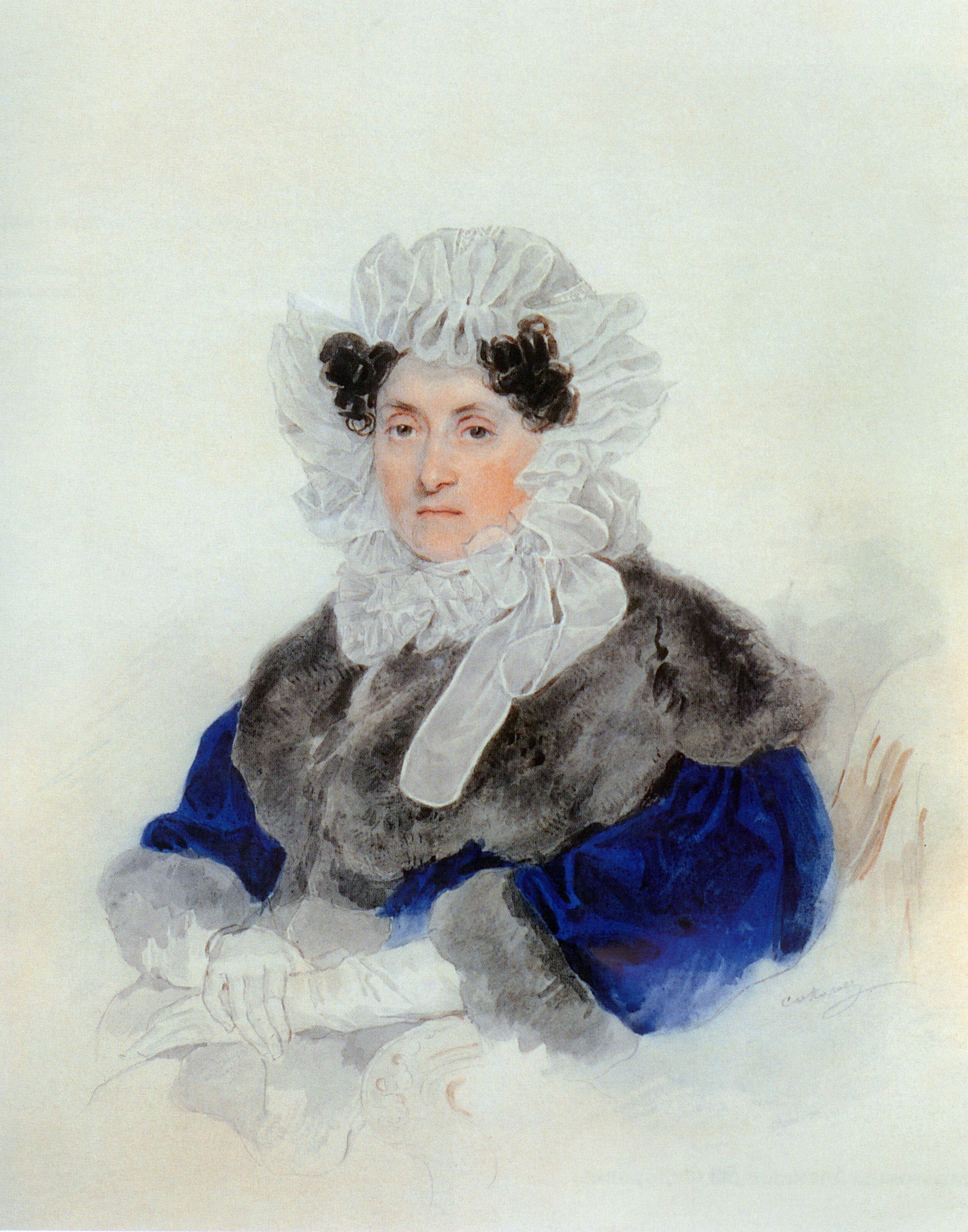
Elisabeth Alexeevna Ostermann-Tolstoi, geb. Golyzin (1779–1835), Ehefrau von Alexander Iwanowitsch Ostermann-Tolstoi

## Wappen
Blasonierung des Stammwappens: In Gold, wachsend auf grünem Hügel ein grüner Palmbaum.
Blasonierung des Grafenwappens von 1730: Schild durch einen blauen mit drei goldenen Sternen belegten Balken geteilt. Oben in Silber wachsend ein auf jedem Kopf mit Kaiserkrone gekrönter schwarzer Doppeladler, unten in Gold, wachsend auf grünem Hügel ein grüner Palmbaum (= Stammwappen). Auf dem Schild die Grafenkrone, besetzt mit drei Helme mit blau-silbernen Helmdecken: I. der Palmbaum, II. gräflich gekrönt mit dem schwarzen Doppeladler, II. mit drei silbernen Straußenfedern. Als Schildhalter zwei natürliche Straußen auf roter Bandarabeske mit der Devise Nec sol nec frigora mutant (Weder die Sonne noch die Kälte ändern sich).

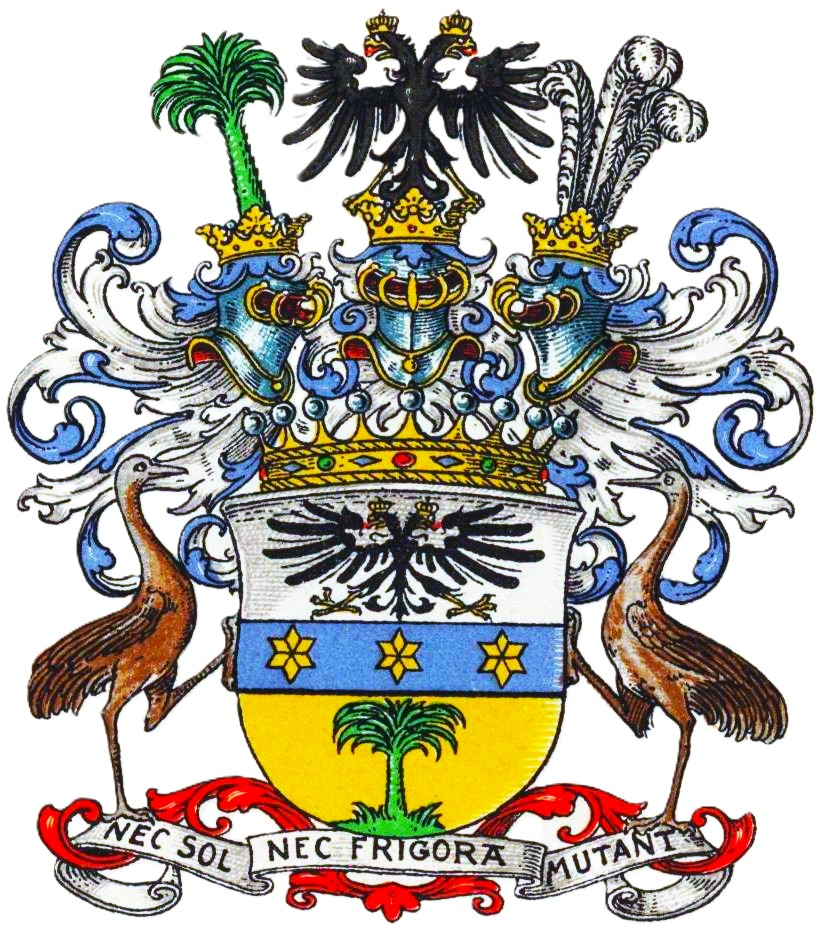
Wappen der Grafen Ostermann im Wappenbuch des Westfälischen Adels
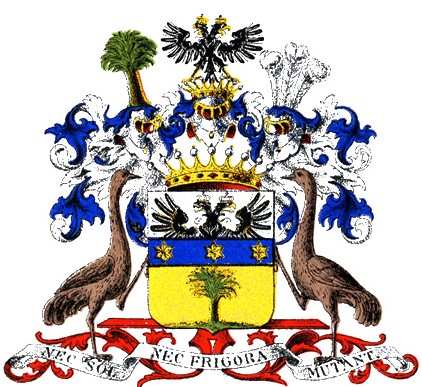
Wappen der Grafen von Ostermann im Baltischen Wappenbuch

## Sonstiges
In Bochum erinnert in der Ostermannstraße in Wiemelhausen eine Gedenktafel an den Vizekanzler Heinrich Johann Friedrich Ostermann. In den 1930er wurde eine Büste geschaffen, welche bis in die 2000er im Vorraum des Ratssaals stand, nun im Stadtarchiv. Auf der Skulptur Entfaltung der Stadt ist er zusammen mit der Zarin Katharina abgebildet.